# Козлик Милий та Сірий Вовк
Козлик Милий та Сірий Вовк (кит: 喜羊羊 与 灰太狼; піньїнь: Xǐ yáng yáng yǔ Huī tài láng) це китайський мультсеріал створений мультиплікаторами Хуан Веймін і спродюсований Кріейтів Пауер Ентертейнін (Creative Power Entertaining). Мультфільм розповідає про життя кіз на Зеленій Луці та їхню боротьбу з вовками сусіднього лісу. Транслювався на понад 40 місцевих телевізійних каналів, включаючи канали Гонконгу (Hong Kong TVB) та Центральний Телеканал Китаю.
Коли показ тільки почався, «Козлик Милий та Сірий Вовк» мав усього 530 епізодів. Після здобуття популярності, творча група Кріейтів Пауер Ентертейнін (Creative Power Entertaining) створив більше епізодів до 2633, серед яких 146 ексклюзивних, спеціально для Олімпійських Ігор. Шоу також випустило сім анімаційних фільмів та два реальних фільми.

## Нагороди
- 2005 — «Нагорода Визначної Китайської Анімації» за мультсеріал «Козлик Милий та Сірий Вовк» (1-40 епізодів).

Головний персонаж мультсеріалу, козлик Милий, був окремо відзначений нагородами «Найпопулярніший мультфільм 2005» та «Щорічний Анімаційний Гран-прі» від Південного Дитячого Каналу (Southern Children's Channel's).
- 5 листопада 2005 — «Гран-прі за Визначний Вітчизняний Анімаційний Фільм» від «Нагороди за Відмінне Виконання та Розповсюдження Дитячих Програм 2005»
- 24 квітня 2006 -«Нагорода За Творчість» від Бюро телетрансляцій провінції Гуандун та Професійної Асоціації.
- червень 2006 — Нагорода «Золотий Орел Китайського телебачення» у номінації «Візуальні Мистецтва, категорія Дизайн».
- 11 грудня 2006 — Нагорода «Анімаційна Техніка» та Нагорода «Визначна Анімаційна Робота» від Китайської Академії Нагород.
- 2006 — Сертифікат «Національна Анімаційна Промисловість» від Адміністрації Радіо, Кіно та Телебачення провінції Гуандун.
- 15 червня 2007 «Гран-прі за найпопулярніший серед споживачів національній бренд» у Хонгконгу.
- 19 січня 2008 — Четвертий щорічній Приз Золотий Дракон, нагорода «за Оригінальну Мультиплікацію 2007».
- 13 червня 2008 — «Срібна Нагорода» від 14-го Шанхайського фестивалю Магнолія Нагород.
- 5 липня 2008 — «Гран-прі для Визначних Продуктів Вітчизняної анімації 2007» від телевізійного каналу Гуандун.
- В січні 2009 вийшов повнометражний анімаційний фільм «Козлик Милий та Сірий Вовк — Суперпригода», який зібрав 30 мільйонів юанів (близько 4,39 млн доларів) за перші вихідні. У перший же день релізу фільм зібрав 8 мільйонів юанів.

## Опис
У 3131 році, невелика популяція кіз щасливо живе на Зеленій Луці, аж поки у сусідньому лісі не з'являється подружжя вовків, Сірий Вовк та Руда Вовчиця, які намірилися їх переловити. Але ці кози дуже розумні і їхнє суспільство технологічно розвинене. Щоразу як Сірий Вовк наближається до Школи Кіз, він має хитрий план з метою впіймати козенят. Серед школярів визначається винахідливістю козлик Милий, якому щоразу вдається зруйнувати небезпечні плани та врятувати кіз. Завдяки зусиллям Милого та його друзів, Сірому Вовкові ніколи не вдається зловити хоча б одну козу. В кінці кожного епізоду Сірий Вовк обіцяє повернутись. Таким чином, протистояння між Сірим Вовком та козликом Милим ніколи не припиняється, бо, хоча щоразу Сірий Вовк зазнає поразки, він продовжує свої спроби.
Лихий до кіз, Сірим Вовк водночас є дбайливим та лагідним чоловіком для Рудої Вовчиці і уважним батьком для їхнього сина Малого Сірого. Руда Вовчиця досить легковажна та здебільшого чекає на результати зусиль свого чоловіка. Вона ніколи не намагається ловити кіз власноруч, але завжди лає Сірого Вовка, змушуючи його щоденно братися до справи. Вона полюбляє модний одяг та поводиться як сучасна доросла жінка, хоча її думки часто по-дитячому наївні.
Милий та його друзі зображені як учні початкової школи, кожен зі своїми характерними рисами.

## Головні дійові особи
Милий
喜羊羊 Xǐ yáng yáng
http://image-7.verycd.com/753ea641a97a5c71b5f2d2409c23a2669084(600x)/thumb.jpg [Архівовано 11 Травня 2011 у Wayback Machine.]
Лідер команди кіз, носить на шиї маленький дзвіночок. Має сестру на ім'я Гарнюня. Найліпший помічник вчителя Мляви. Майже у кожному епізоді він найпершим розкриває витівки Сірого Вовка. Вміє дуже швидко бігати. Сплановані ним дії здебільшого успішно втілюються у життя.

Ледар
懒羊羊 Lǎn yáng yáng
http://image-7.verycd.com/c6d57329b10facf53036b0eb424acfed8714(600x)/thumb.jpg [Архівовано 11 Травня 2011 у Wayback Machine.]
Маленький ненажера з жовтим слюнявчиком. Любить спати і терпіти не може працювати, тому часто стає черговою жертвою Сірого Вовка. Має звичку засинати щоразу, як Сірий Вовк намагається вкрасти кіз. Протягом серіалу розкриваються його численні, хоча і несподівані навички, наприклад, пірнання.

Гарнюня
美羊羊 Měi yáng yáng
http://image-7.verycd.com/fb8e11644a76ddc76c9222a18a3e5cef8587(600x)/thumb.jpg [Архівовано 11 Травня 2011 у Wayback Machine.]
Коза з рожевою краваткою та рожевими ріжками. Сестра Милого. Обожнює куховарити та гарно вдягатися, улюблениця усіх жителів козячого села. У неї закоханий Смага.

Смага
沸羊羊 Fèi yáng yáng
http://image-7.verycd.com/681f161fb0809f948c28c6556cdb42838593(600x)/thumb.jpg [Архівовано 11 Травня 2011 у Wayback Machine.]
Козлик зі смаглявою мордою, затятий спортсмен, вважався найсильнішим серед усіх кіз, аж поки не викрилося, що коза Злагода завдяки генам диких гірських предків сильніша за нього. Відважний та зарозумілий, він має звичку недооцінювати інших. Закоханий у Гарнюню. Цікаво, що попри свою силу він неспроможний подолати Сірого Вовка в бійці навкулачки, окрім кількох випадків.

Млява
慢羊羊 Màn yáng yáng
http://image-7.verycd.com/1fb8abeadbc150becf07a12a699485ed8931(600x)/thumb.jpg [Архівовано 11 Травня 2011 у Wayback Machine.]
Голова козячого села. Мудрий старий козел, що водночас є вчителем маленьких козенят. Блискучий винахідник із власною підземною лабораторією, іноді створює враження «божевільного вченого».

Сірий Вовк
灰太狼 Huī tài láng
http://image-7.verycd.com/3e361a0db9e583a1359ec33741fbe4af7815(600x)/thumb.jpg [Архівовано 11 Травня 2011 у Wayback Machine.]
Головний лиходій, сірий вовк з картатим жовто-оранжевим капелюхом, має шрам на правій щоці. Щоразу планує карколомні витівки з наміром переловити козенят. Після поразки часто погрожує фразою «Я ще повернуся, докучливі козенята!»（我一定会回来的，可恶的小羊!）

Руда Вовчиця
红太狼 Hóng tài láng
http://image-7.verycd.com/c804b86324488f7e261517cf18c0403e8182(600x)/thumb.jpg [Архівовано 11 Травня 2011 у Wayback Machine.]
Дружина Сірого Вовка, вдягається у червону сукню з чорним та білим оздобленням. Вимоглива та лайлива, вона часто б*є свого чоловіка сковорідкою у разі його чергової невдачі.

## Другорядні дійові особи
Жовтий Вовк 黄太狼 Huáng tài láng
Дід Сірого Вовка.

Чорний Вовк 黑太狼 Hēi tài láng
Батько Сірого Вовка.

Вовк Банан 蕉太狼（肥蕉） Jiāo tài láng
Великий вовк-вегетаріанець, що їсть банани замість м'яса. Подружився зі Злагодою, від якої отримує банани.

Злагода 暖羊羊 Nuǎn yáng yáng
http://image-7.verycd.com/267d9b5feb94853cd3bb02713a1300f58395(600x)/thumb.jpg [Архівовано 11 Травня 2011 у Wayback Machine.]
Слухняна та тямка коза, староста класу у школі кіз. Несподівано виявилося, що в неї є гени диких гірських кіз і через це вона стала найсильнішою козою на селі, навіть сильніше за Смагу. Вона найрозсудливіша, але і найбалакучіша коза. Дружить з Вовком Бананом.

Малий Сірий 小灰灰 Xiǎo huī huī
http://image-7.verycd.com/3bebb4fbd6d952b34f9c46b9c0ce1bdc9001(600x)/thumb.jpg [Архівовано 24 Лютого 2021 у Wayback Machine.]
Син Сірого Вовка та Рудої Вовчиці, досить рідко з'являється на екрані, однак все ж частіше за Жовтого Вовка чи Чорного Вовка. Полюбляє ходити на полювання з батьком і постійно там губиться.